# Qaarsorsuaq
Qaarsorsuaq är en ö i Upernavik på Grönland. Dess yta är 125 km2. Den hade inga invånare år 2005.